# Phthiracarus assimilis
Phthiracarus assimilis är en kvalsterart som beskrevs av Wojciech Niedbała 1983. Phthiracarus assimilis ingår i släktet Phthiracarus och familjen Phthiracaridae. Inga underarter finns listade i Catalogue of Life.